# Протоистория
Протоистория, англ. protohistory, нем. Frühgeschichte — термин, распространённый в зарубежной исторической литературе, но не укоренившийся в российской. Означает переходный период между доисторической эпохой (первобытное общество) и эпохой письменной истории, когда рассматриваемая культура или цивилизация ещё не создала своей письменности, однако уже попала в поле внимания других, имеющих письменность культур, и таким образом оказывается засвидетельствованной в письменных документах.
Классическими примерами протоисторических цивилизаций являются ацтеки, чибча, инки, миссисипская культура и древние пуэбло в Америке, ранние славяне в античных и византийских документах, Троя, различные античные народы, упоминаемые в древнегреческих и древнеримских источниках, и т. д. Как «условно протоисторические» можно рассматривать цивилизации, имевшие собственную письменность, которая, однако, не может быть прочтена при нынешнем уровне знаний: этруски, минойцы и т. д., Китай периода династии Шан. С другой стороны, если упоминаемые в источниках народы или культуры хронологически отстояли достаточно далеко от времени, в котором их впервые описали, и представления о них сильно мифологизированы, то их скорее следует считать доисторическими, чем протоисторическими.
В немецкой исторической науке в дополнение к термину протоистория используется также термин ранняя история, нем. Frühgeschichte. Он охватывает период от возникновения первых государств в Месопотамии и Египте до начала V века до н. э., когда появляются первые настоящие исторические труды «отца истории» Геродота.